# Tetanocera spreta
Tetanocera spreta är en tvåvingeart som beskrevs av Wulp 1897. Tetanocera spreta ingår i släktet Tetanocera och familjen kärrflugor. Inga underarter finns listade i Catalogue of Life.